# 胡人

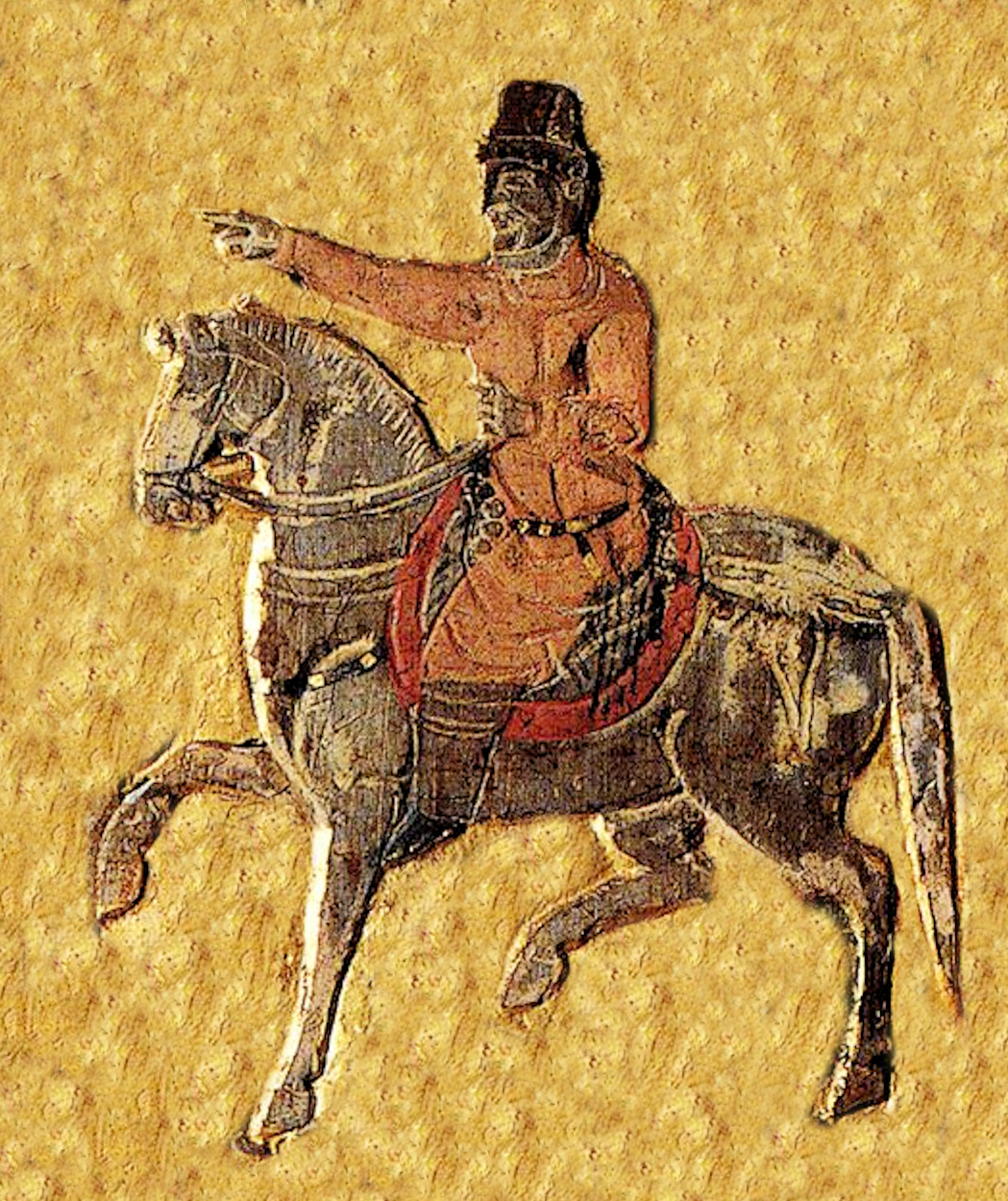
北周粟特人安伽騎在馬背上。該畫出自其在西安的墓地中，研究者據姓氏相信他當時來自中亞安國，粟特人在漢唐認知中有所成為胡人的典型代表，部分文獻記述更直接將粟特和胡畫上等號 。

胡人，即胡或稱胡族，是中國古代對外來人的一種古文指稱，唐人統一稱來華營商者為番客。在古代指稱中原王朝北方邊境地區的鄰人，到中世紀則主要用於稱呼西方人，可特別指稱粟特人與波斯人，並也包括天竺人、大食人以及羅馬人，是一個經歷長期演變、指代外域族羣的文化概念；在歷史文藝記錄中的該指稱，是作為一個來自異國遠方、帶來奇特的宗教與文化的具神秘感的形象代表。該稱謂起自於戰國的「胡」，主要指涉塞北民族，即中原以北歐亞大草原上、受中亞斯基泰-塞迦文明影響的遊牧民羣體，此種定義也和同時期所發展的華夷秩序觀有明顯的承繼關係。後該種指稱，轉變作對西域等外域地區的白種人的統稱。該指稱到隋唐後，含義不再包括北方游牧民，而以粟特人為參照標準、明確了「深目高鼻多鬚」的白種人特徵。
自漢代以來伴隨絲綢之路，諸胡人與中原之間持續爭戰、遷徙流動、開展經貿等互動影響，尤中亞地區的粟特九姓胡人等沿河西走廊移居武威郡地區，逐步將濃厚「胡風」的人文習慣傳入中原，促進中原與外域文明間交融；胡人在歷史上的位置和特性，為漢文化圈文明觀念帶來不少衝擊乃至顛覆，從春秋「蠻夷猾夏」到晉代「變夷從夏」，華夷之間此消彼長。隨著時間推移，對於中原，胡人相對趨向更為強勢、具權威和支配力。爾後胡人皇帝統治中原的時代，展現出非同小可的政治能力和文化影響，確立他們在史上的政治地位：如五胡十六國的產生，是徹底否定了華夏中心視野的「胡人不能為帝」觀點，此後便經歷起實踐胡人觀念影響中原的政教文明體系的過程。
由魏晉南北朝、十六國至蒙元時期，被歸作「胡人」的匈奴、羯、鮮卑、女真、蒙古等先後在中国本部建朝立國，具「胡人」背景的移民隨之持續地進入中原世居，形成融聚多族羣環境、促進胡人與漢人在民間相互融合，學界研究相信是影響轉變後來認知胡人的概念，到鮮卑與漢人混血的王室統治的隋唐，形成不同於秦漢的華夏帝國觀的中原王朝，隋唐時與北方胡人結盟以安定長城南北的族羣關係，且與北方及西域間維持和平的交流往來，使得指稱不再囊括北方游牧民族。延至遼、金、夏、元和滿清，貫穿胡人背景皇帝的統治方式和制度實踐，令中國皇權內涵有所發展，同時也擴展了皇權秩序的邊界，改造中國傳統思想。

## 定義辨識
就「胡」概念之來源而言，中文歷史文獻內所記載的胡，最初是與貉（貊）一起出現而經常並舉，研究基於先秦至漢代記錄的胡人造型作比對，認為早期觀念所認知的該羣體，與斯基泰-塞種人的特徵有相當程度一致，屬歐羅巴人種。

### 词源
“胡”起源早期漢人和匈奴之間的基本交流。「胡」這個名稱的各種起源說法：
1. 可能起源自突厥語族群的祖先匈奴，据汉文献记载匈奴人自稱為胡[16][17]。
2. 若假设匈奴人为原始蒙古人的祖先，“胡”字起源于蒙古语“хүмүүн”，在现代蒙古語中是人类的意思，现代發音“hu-mon”，其中第二音節為輕聲音。有些部落甚至不發第二音節，直接發音“hu”，与蒙古语的“хүн”（意为单数“人”）发音相似。早期蒙古由諸多部落組成，各部落東西南北口音略有差別，有些部落之間甚至互不相通。但是他們互相統稱對方人也就是“хүмүүн”。因為漢語本身就有簡化語言的方法，再加上有些匈奴人自稱“hun”，用“人”称呼自己，久而久之，漢人統稱北方遊牧民族為胡人。
3. 可能对应东胡部落。內蒙古大學蒙古學學院烏其拉圖教授認為：胡，對應到蒙古語“хүү”，意思為子，现代發音“ku”。[18]

### 狭义和广义

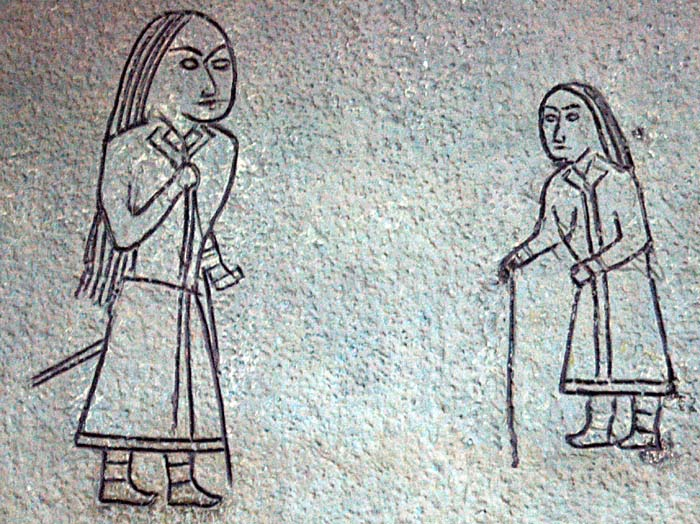
位于蒙古国扎布汗省岩画中无胡髯及体毛的突厥人。

狭义上的胡人在《旧唐书·突厥传》有记载案例，如颉利可汗在內政方面，大肆委任胡人，以致国力衰退，国人不满；东突厥亡国前夕，“胡酋”康苏密挟持隋朝的萧皇后和杨政道投降唐朝；阿史那思摩长相像胡人，被阿史那氏排斥在外，不得专掌兵马为设；原属回纥的九姓胡（即昭武九姓）扰乱回鹘汗国国政，被相国顿莫贺达干斩杀2000人等等。安禄山曾对哥舒翰曰「我父是胡，母是突厥；公父是突厥，母是胡。与公族类同」（俗称“杂胡”，杂种胡人）。以上引文均是“突厥”、“胡人”二词并用，可见胡人和突厥是区分开来的，在称呼上有显著不同，指的是两个不同人群。
此外，朝鲜半岛僧人慧超也在《往五天竺国传》将胡人和突厥是区分开来，慧超在723年至727年行至葱岭以西、河中以南，对西域城邦国有详细的目睹描述，如在健馱邏國（今巴基斯坦西北部和阿富汗东部交界处），云：「王及兵马总是突厥，土人是胡」，在罽賓国（今阿富汗潘傑希爾省），云：「国土人是胡，王及兵马突厥」，在谢飓国（今阿富汗加兹尼省），云：「土人是胡，王及兵马，即是突厥」，在骨咄国（今塔吉克斯坦杜尚别），云：「此王元是突厥种族。当土百姓，半胡半突厥」。
由此可见狭义上的“胡人”在唐代文献上指中、西亚来的外来高加索人种人口，与塞外或蒙古利亚人种民族不同。
而广义上的胡人基本上指中國古代漢族對北方異族及西域各民族的稱呼，主要出现在诗词和小说著作上。 但史書上亦有其它地區外族被稱為胡人的例子，例如陳壽《三國志·士燮傳》中有「燮兄弟並為列郡，雄長一州，偏在萬里，威尊無上。出入鳴鍾磬，備具威儀，笳簫鼓吹，車騎滿道，胡人夾轂焚燒香者常有數十」一句，「胡人」是指由海路到達交州當地的外族。

### 藐视之义
“胡”如現代漢語词“老外”，带有藐视之义，胡人石勒当上皇帝之后下令禁止用「胡」字，在所有后赵制法令中最为严峻。东晋丞相王导曾调笑东晋僧人康僧渊的长相，康僧渊以「鼻者面之山，目者面之渊，山不高则不灵，渊不深则不清。」驳之。

## 歷史
饒宗頤觀點認為，自古代波斯建立的大流士以來，胡人便開始與華人接觸且自不尋常，未可等閑視之。脫自於先秦以降逐步建立的初步「胡人觀」，秦、汉時期初稱胡人，一般指涉匈奴，而中原依照古典儒家應付「非我族類」，簡單採用綏靖與主戰兩種方式，普遍對胡人存有種族偏見。該時期胡人在中原地帶的相對社會地位不高， 在漢代人的意象中他們都是家奴、降兵、商賈、伎人或者異教徒，基本上對其身份是持鄙夷態度。
而相對中原（北方）從漢代以來長期持續與胡人戰事頻繁，南方尤其西南各族與域外就未有所產生衝突，胡人因而可以和這些地方更安全和平地交流。如胡人此段期間便經過蜀道進入川蜀，雖然人力、物力、槃纏費用代價大，但道路安全系數高，當時的胡商們便役使駱駝組隊暢行，與蜀人貿易交流。同時期也產生「胡客」概念，指稱以朝貢為名來朝的西域商賈，並囊括南匈奴及西域諸國在京師的質子、使節。至東漢通西域後，大批西域人被匈奴徵為傭兵，或是因經商、躲避胡漢戰事等不斷湧入中原，來自印度、中亞的佛教徒也成為「胡客」的重要組成；據高僧傳及吐魯番文書等諸種文獻記載，在東漢中期之後，陸續近西域進入惇煌、長安等地的移民包括月氏人、康居人、安息人、天竺人等，其中經陸路者主要越過蔥嶺而駐留敦煌，一部分移民會繼續東進。停留在漢帝國境內的胡人有所西域化表象、在東漢末年有所謂「胡風」盛行，重大地影響到社會對於胡人的意象認知。
五胡十六國時期胡漢社羣之間繼續產生移民碰撞、交融，延至魏晉南北朝被視作前段過程的繼承和發展，有研究觀點視之為中國古代史上繼春秋戰國後的第二次最大規模的民族（胡漢）融合時期，漢化與胡化在地緣間交織，經由鮮卑為主的胡人融合形成關隴集團影響地緣生態，胡漢彼此的認同觀念也有所變化，至隋唐由帶有「胡風」的混血皇室主宰，讓當時社會整體對外更為開放與包容，大量吸納胡人移民及文明影響。同時期的胡人指稱，轉為涵蓋深目高鼻或高加索人种的西域人。自於絲綢之路的吸引力，當時的胡人羣體在整體商貿層面也佔有不可或缺的地位，有不少來華者定居長安和廣州、揚州、洛陽、成都等其它城市，與前代混血移民一樣融入當地。對於當時民間，胡人除了給予具有識寶能力和神秘色彩等的印象，也帶來很多的外域文化和知識。盛唐時期的長安作為橫跨中亞陸上商路的東端終點，長住的外國人有數萬人之多，來自亞洲各地的人充塞著長安街道，尤以胡人為多，從事商貿、宗教、文化、飲食各業。而他們的大量涌入，也一時間令長安胡氣氤氳，胡化盛極一時。
蒙元時期的東西方貿易和海路交通維持發達局面，特別是成吉思汗西征及建立四大汗國後，相對使得陸上絲綢之路變得前所未有的暢通，大量來自中亞、西亞的穆斯林也繼續沿著陸路進入西北地區，留居的同時也逐步與漢人、蒙古人等通婚、相融。元末事變後朱元璋崛起，秉持大漢族主義反對「胡人」繼續主掌中原政權，並發佈諭中原檄動員北伐，提出「驅逐胡虜，恢復中華」的口號，迫使蒙元退塞外為北元，建立明朝。而不論中原雅音或禮俗、舞樂等等方面，中原社會既已深刻受到胡化影響；明後受胡風影響的「北音」也逐漸強勢，至滿清後通過聖諭廣訓進一步確立正統官話規範，影響改變中原內族羣間的使用語文地位。

### 古代的諸種胡人
「胡」在戰國時主要指涉東胡、林胡及中山國。歷史學家許倬雲主張，五朝至北朝的長期胡華衝突的延長至安史之亂，使華北長期成為許多胡人政权的戰場。下面列出了中國歷史上被称为“胡人”的相關各民族。
| 民族                                                      | 分布地 | 在中國歷史上出現的時期                                                                           | 在中國以外出現的名稱                             | 在中國以外出現的時期                                                 |
| --------------------------------------------------------- | --- | ------------------------------------------------------------------------------------------------ | ------------------------------------------------ | -------------------------------------------------------------------- |
| 東胡                                                      | 蒙古国、內蒙古。被冒顿击败后，退居乌桓山和鮮卑山，成为乌桓和鲜卑二族。                                                                           | 前四世紀至三世紀末                                                                               | N/A                                              | N/A                                                                  |
| 月氏（yuè zhī，现已研究清楚，过去的ròuzhī为误读，见条目） | 青海東部、甘肅西部、中亞 | 公元前六世紀至前162年，後被匈奴驅逐                                                              | 貴霜帝國，吐火羅                                 | 在公元前二世紀中亞地區                                               |
| 烏桓（wū huán）                                           | 內蒙古、蒙古国 | 公元前四世紀至三世紀末，部分後遷入漢族地區，入鄉隨俗漢化，與漢族同化。                           | 不詳                                             | N/A                                                                  |
| 鮮卑（xiān bēi）                                          | 黑龍江、吉林、遼寧、內蒙古及蒙古国。後內遷至漢地北部的黃河流域。                                                                                 | 公元前四世紀至公元六世紀，部分遷入漢族地區後入鄉隨俗漢化，然而人口稀少不足以让汉族混血。         | N/A                                              | N/A                                                                  |
| 匈奴（xiōng nú）                                          | 蒙古国及內蒙古、中國東北西部、甘肅、新疆東部。南匈奴內遷後曾在漢族地區北部建立前趙、夏、北涼等政權。北匈奴向西遷徙，或移居至新疆、中亞、歐洲。   | 公元前三世紀至公元一世紀                                                                         | 一说与伊朗、東歐等地的匈人有关，但存争议。       | 公元前三世紀至公元四世紀                                             |
| 羌（qiāng）                                               | 甘肅、青海、四川西部、新疆東部、西藏東北部 | 戰國時期至今。大部分遷入漢地的羌至魏晉南北朝逐漸被漢族同化。現代羌族和古时候的羌并不是一个民族。 | 不詳                                             | N/A                                                                  |
| 氐（dī）                                                  | 甘肅、青海、四川西部 | 公元前二世紀至六世紀，遷入漢地後被漢族同化。                                                     | 沒有對應名稱                                     | N/A                                                                  |
| 羯（jié）                                                 | 来源未知，后遷入山西 | 公元二世紀至四世紀，遷入漢地後，在與漢族等民族的戰爭中消亡。                                     | 不詳                                             | N/A                                                                  |
| 丁零（dīng líng），高車（gāo chē），疏勒（shū lè）        | 貝加爾湖畔，今蒙古和俄羅斯交界處，後移居新疆。                                                                                                   | 公元前一世紀至公元五世紀，在與各民族的戰爭中消亡。                                               | 不詳                                             | 不詳                                                                 |
| 柔然（róu rán）/蠕蠕（ruán ruán）/茹茹（rú rú）           | 今蒙古国、內蒙古及新疆東部 | 公元三世紀初至六世紀初                                                                           | 在高加索及巴爾幹半島的阿瓦爾人，仍有待考證。     | 公元六世紀至九世紀在中亞地區出現                                     |
| 突厥（tū jué）                                            | 今蒙古国、內蒙古、新疆、哈薩克斯坦、吉爾吉斯斯坦、俄羅斯 西伯利亞、東歐東部                                                                      | 公元五世紀末至今                                                                                 | 中亞突厥语族群各族，阿塞拜疆和土耳其的主体民族。 | 公元六世紀中至今                                                     |
| 回紇（huí hé）/回鶻（huí hú）                             | 今蒙古国、內蒙古、甘肅、新疆、俄羅斯西伯利亞等地                                                                                                 | 公元七世紀初至十世紀中                                                                           | 中亞的維吾爾族                                   | 公元九世紀至今                                                       |
| 吐蕃（tǔ fān 或 tǔ bō）                                   | 今西藏、青海、四川西部、甘肅及新疆南部 | 公元六世紀至今                                                                                   | 印度，尼泊爾的藏傳佛教民族。                     | 公元六世紀至今                                                       |
| 契丹（qì dān）                                            | 今蒙古国、內蒙古、中國東北，後亦有部份遷居至新疆、哈薩克。現代吉爾吉斯有50萬人契丹人部落。曾建立遼國，西遼等政權。                               | 公元388年至今                                                                                    | 契丹 (中国称号)                                  | 中世纪至今                                                           |
| 庫莫奚（kù mò xī）/奚族                                   | 鮮卑宇文部的一支，亦有可能和契丹同族 | 公元四世紀至十二世紀中                                                                           | 不詳                                             | 不詳                                                                 |
| 室韋（shì wéi）                                           | 今蒙古国、內蒙古、中國東北西部以及俄罗斯西伯利亞南部                                                                                             | 公元六世紀末至十世紀末                                                                           | 各蒙古語族群的前身之一。                         | N/A                                                                  |
| 蒙古（měng gǔ）                                           | 在成吉思汗之前，聚居於今蒙古國、中國东四盟、新疆東部，俄羅斯西伯利亞南部。曾建立蒙古汗國以及元朝，退出漢地和北元灭亡後，繼續在蒙古草原生活至今。 | 公元八世紀末至今                                                                                 | 原始蒙古人等。                                   | 公元十二世紀末至今                                                   |
| 党項（dǎng xiàng）                                        | 寧夏、甘肅、蒙古国西南部、新疆東南部。曾建立西夏政權。                                                                                           | 公元八世紀中至十三世紀初                                                                         | 無                                               | 不詳                                                                 |
| 靺鞨（mò hé）                                             | 俄羅斯遠東地區及中國東北、內蒙古東北部，曾建立渤海國等。                                                                                         | 公元七世紀初至十世紀初                                                                           | 發展成東北亞各通古斯民族。                       | N/A                                                                  |
| 女真（nǚ zhēn）                                           | 滿洲（不包括遼東及內蒙古）及內蒙古東北部、俄羅斯 西伯利亞                                                                                        | 公元十世紀初至今，曾建立金朝以及清朝                                                             | 女真、滿族                                       | 公元十七世紀，使用“滿洲”之称谓，俄羅斯人到达阿穆尔河一带後初次接触。 |

### 在華所建諸政權
分属渗透王朝和征服王朝
- 十六國期間五胡建立的的諸國家
- 代國→北魏
- 東魏
- 西魏→北周
- 後唐
- 後晉
- 後漢→北漢
- 大遼→西遼
- 西夏
- 大金
- 大元
- 後金→大清

## 地緣關係和影響
歷史上的胡人與漢地間持續互動，相互在宗教、文化、藝術、服飾、飲食、音樂、舞蹈等各個方面產生非常廣泛的影響及融合。

### 政治軍事
漢王朝既已大力征服胡人（匈奴），迫使投降或遠徙，且將西域納入中原勢力範圍，希望將胡人納入其天下（華夷秩序）之中，但也默認當時的胡人長期處於「化外」而難以被漢化。在漢代時社會中存在為數不少的胡奴即胡人奴隸，還有很多被迫歸入管轄的胡人，在當地從事如胡巫、伎人、閹牛者等底下行業，而另一 方面漢朝也起用大量的歸降胡人充當胡兵，為帝國軍隊繼續討伐匈奴。 
西魏北周宇文泰創始關隴集團，漢人豪族和鮮卑權貴聯合，胡漢血統混雜的後裔羣體，在隋唐朝廷具相當廣泛的勢力。據計唐代三百餘任宰相中，就有約十分之一為鮮卑貴族後裔如宇文士及、長孫無忌和狄仁杰等。唐太宗繼承皇位後，更組成以關隴集團、山東集團為主兼及胡族將領的統治支柱，擴大了胡漢聯合統治的集團勢力。唐軍統帥李靖於貞觀四年（630年）擊潰東突厥汗國後，許多歸降的突厥酋長首領被安排在長安城落戶，並吸納進禁衛軍中擔任將軍、中郎將等，據計被任用的五品以上者就有一百多人，當時再加上跟隨入住的家眷、僕從，移居的突厥人總數達到數千家之多。之後史上具相似胡人背景的王朝政權，即便完全漢化者也不乏繼續持有胡人的意識和理念，在實際管治中便持續通過具體的行為、措施、政策、儀式、制度等，向漢文化圈輸出獨特的價值觀念。

### 移民與身份認同
漢晉時炎帝並非普遍受中原士人攀附的華夏英雄祖先，魏晉南北朝時士族郡望乃至政治社會變動，胡人以攀附炎帝為本族群族源，以區別別於自稱黃帝之後的華夏家族。北魏孝文帝遷都洛陽後，主動強力推行鮮卑人在從形式到本質上，完全向漢文化靠攏的一系列舉措，以通婚、改姓、賜姓、認祖、冒籍、改說漢話等方面，在血緣、譜系和文化根基上實現胡漢融合，但進而引發身份認同衝突，導致六鎮起義和河陰之變，產生高歡主政的東魏、北齊，以懷朔集團為支柱保持強烈的胡人身份認同意識。
北朝至隋唐時期入華的粟特胡人，則沿河西走廊重鎮沙州、瓜州、肅州、甘州、建康（高台）、涼州一線，形成入華胡人定居的文明景觀。當時移居中原內地的胡人，如自魏晉以來家居長安、洛陽者，將涼州視為「故鄉」所在地，更於家族譜系記載內將其祖籍寫為武威、姑臧或涼州，作為其族屬郡望。
原本入關來勢亦洶的胡人羣體，到隋唐時與漢人間加深身份認同的融合，在朝廷、戎伍、閭里之間隨處可見。當時身為胡人後裔的士大夫如元稹、白居易等人，均儼然以漢冑自居，不復承認自己有外來背景。同時期，自稱炎帝神農氏後裔的貴冑家族逐漸多起來，並影響往後漢族族源記憶由「黃帝之裔」轉變成為「炎黃子孫」。

### 飲食烹飪
由漢魏開始，隨著絲綢之路的發展與興盛，來自西方胡人的珍饈玉饌、美酒異器也向東傳入中原地區，促進飲食文化的交匯融合。有關的傳入食料通稱為 「胡食」，品種很多，至唐最盛，如慧琳《一切經音義》述「胡食者，即饆饠、燒餅、胡餅、搭納等。」其中最有名的就是胡餅。時胡人在長安開立食肆，出現胡人美食一條街，以及眾多胡姬酒肆。另當時，有引入多種釀酒工藝等，製造葡萄酒（高昌馬乳葡萄為原料）、果酒（波斯引進三勒漿及其釀造方法）和龍膏酒（烏弋山離國引進）；從西域引進蔗糖及其制糖工藝，改進加工技術，令成品質量提升用於飲食烹飪之中。受胡食風氣影響，時人逐步接受胡人的燒烤獸肉之法，喝起奶酪和葡萄酒。

### 文藝

#### 雕刻工藝
漢代墓室的畫像石和磚、雕塑、青銅器、壁畫等物件，便有描繪出表現多樣的胡人形象，如在巴蜀地區留存的古代物件中，典型的胡人形象有駱駝載樂畫像磚、吹笛胡人陶俑等。當時洛陽的工匠目睹來自西域的貢獅，也據此製作出形象十分逼真的獅子雕刻，甚至還有一些工匠被請到外地去雕造。最早有確切紀年記載的石獅，屬桓帝建和元年（公元147年），在山東嘉祥武氏家族墓地的神道上所建者。與此同時，以西王母神話世界里與獅子相並列的西域異獸的石雕，也在這一時期被工匠們大批製造， 如辟邪、天祿等。到魏晉時期，以獅形和胡人騎獅形為祥瑞吉獸造型的青瓷水盂，也開始流行起來。除此之外，中原也似乎受到了來自薩珊王朝獵獅文化的影響，有學者認為如張華《博物志》有關曹操北伐烏桓時在白狼山一帶遭遇獅子的記載，便是基於當時薩珊波斯文化中的獵獅隱喻而創作出來的故事。

#### 文學形象
唐代小說在描繪西域主題時，除記述西域所貢珍物外，也大量記載了西域胡人涉及採寶的系列活動故事，出現許多與龍、海有關的胡人珠寶故事， 與佛經必然相涉。當時的多數記載顯示胡人以寶為尚，擅長判別珠寶，大致上都真誠無欺，也善於識人，無論何種身份背景都具有智者的形象。而對於寶物所涉及的國度並未很清楚地表示，對於冠之以胡人的個體，籠統稱之「胡商」、「胡僧」——據一些學者推定，這些胡人來自波斯、罽賓、大食、西域、回鶻、南越等地。據太平廣記記載所描繪的胡人形象，西域胡人的聚會聯誼便是一場閱寶大會，會見時各自展示珠寶，根據數目和價值決定當席間的尊卑地位；在中土的胡人聚會，同樣有熱衷於鬥寶的習俗，據《宣和畫譜》卷一也載有閻立本所畫 〈異國鬬寶圖〉。

#### 樂舞
據《晉書·樂志》載：「胡角者， 本以應胡笳之聲，後漸用之橫吹，有雙角，即胡樂也。」胡樂據信自西漢始引入華，由張騫助推傳入西京，李延年因胡曲更造新聲二十八解，乘輿以為武樂。魏晉之後二十八解不復具存， 用者有《黃鵠》《壟頭》《出關》 《入關》《出塞》《入塞》《折楊柳》《黃覃子》《赤之楊》《望行人》十曲。到隋唐時期胡樂再繼續滲透到社會各階層，如詩人元稹《和李校書新題樂府十二首· 法曲》寫道：「女為胡婦學胡妝，伎進胡音務胡樂」。
唐太宗時，增訂國家雅樂為十部樂，其中包括西涼樂、天竺樂、高麗樂、龜玆樂、安國樂、疏勒樂、康國樂和高昌樂，而長安城胡商更將西域的本土音樂帶入市井生活。當時在都城內人們的物質生活都崇尚西域胡人風氣，胡商在長安城廣設酒樓，僱用能歌善舞的胡姬招徠客人，當時在西域音樂伴奏下她們擅長跳胡旋舞吸引客流，甚至連唐玄宗也痴迷於這種舞藝，而李白也是胡姬酒肆的常客之一。一大批西域樂器如箜篌、琵琶、笙、笛、簫、篳篥等，當時也傳入民間，「城頭山雞鳴角角，洛陽家家學胡樂」。
而由漢至唐時期，西域的「五方獅子舞」和「胡人假獅子」亦逐步傳入中原。相傳魏武帝征戰西域時期，俘虜大量胡人，之後下令他們獻舞，俘虜們便用木頭雕刻了獅子的頭部，雕刻了兩大五小然後三十餘人批獸皮，集八音，在殿前起舞，魏武帝龍顏大悅賜名「北魏瑞獅」，由此形成早期的北獅，在北方流傳開來。到隋唐時期的舞獅表演，在上流階層中十分受歡迎，同時還與前朝宮廷音樂相結合，創造出了盛大的太平樂，也被稱為五方獅子樂，限於宮廷接待外賓時上演，相關內容也為最早有關舞獅的史籍記錄。當時引舞的「獅子郎」，部分地方直呼作「胡人」，或稱「回回」、「達摩」，起初這一角色都是由龜玆人擔當，而表演的舞蹈音樂也具當地風土特點。
到南宋端平元年（1234）蒙古將領察罕平金時，由中亞徵召波斯人、欽察人和康里人進入中原，以波斯尼沙布爾人海鼻耳為代表進一步帶入舞獅文化，在移民後裔世居地留存了特有的沈丘槐店回族文獅子舞。